# アナ・コレーア
アナ・コレーアとして知られるアナ・ベアトリス・シウバ・コレーア（Ana Beatriz Silva Corrêa、1992年2月7日 - ）は、ブラジルの女子バレーボール選手である。

## 来歴

### クラブチーム
サンパウロ出身。2008年、オザスコ・バレーボールクラブへ入団。2008/09シーズンのブラジル・スーパーリーガで準優勝した。2009/10シーズンから2年間はDentil/Praia Clubeでプレーした。2011/12シーズンは再びオザスコへ加入し、スーパーリーガで優勝を果たした。2012/13シーズンからSesi São Pauloへ移籍。2013/14シーズンのリーグで準優勝、2014/15シーズンのリーグで3位となった。SESI-SPのメンバーとして、バレーボール女子世界クラブ選手権に出場。2016/17シーズンは再びオザスコへ加入し、スーパーリーガで準優勝した。2018/19シーズンはSesc-RJ/Flamengoでプレーした。2019/20シーズンは再びOsasco Voleibol Clubeへ加入し2020/21シーズンのスーパーリーガで3位となった。2021/22シーズンは活躍の場をイタリアセリエA1のサヴィーノ・デルベーネ・スカンディッチへ移し、1シーズンプレーした。2022/23シーズンはトルコリーグのクゼイボルと契約した。2023/24シーズンはイタリアセリエA1のRoma Volley Clubへ移籍した。

### 代表チーム
2009年にタイで開催された世界ユース選手権で金メダルを獲得し、自身もベストブロッカー賞を受賞した。2011年にペルーで開催された世界ジュニア選手権で銀メダルを獲得した。
2017年にシニア代表に初選出されると同年のワールドグランプリで大会2連覇に貢献し、ベストミドルブロッカーに耀いた。同年9月のグラチャンで銀メダルを獲得した。2019年のネーションズリーグで銀メダルを獲得し、自身もベストミドルブロッカー賞を受賞した。2021年開催の東京2020オリンピックに出場し、銀メダルを獲得した。

## 球歴
- オリンピック - 2021年
- 世界選手権 - 2018年
- ワールドカップ - 2019年
- グラチャン - 2017年
- ネーションズリーグ - 2018年、2019年、2021年
- 南米選手権 - 2017年、2019年

## 所属クラブ
- オザスコ（2010-2012年）
- SESI-SP（2012-2016年）
- オザスコ（2016-2018年）
- レクソーナ・アデス（2018-2019年）
- オザスコ（2019-2021年）
- サヴィーノ・デルベーネ・スカンディッチ（2021-2022年）
- クゼイボル（2022-2023年）
- Roma Volley Club（2023-2024年）
- アソシアソン・ヴォレイ・バウル（2024年）
- LOVBマディソン（2025年）

## 受賞歴
- 2017年 ワールドグランプリ ベストミドルブロッカー
- 2018年 2017/18ブラジルスーパーリーガ ベストミドルブロッカー
- 2019年 ネーションズリーグ ベストミドルブロッカー
- 2019年 南米選手権 ベストミドルブロッカー